# Zaza
Zaza er en amerikansk stumfilm fra 1915 af Edwin S. Porter og Hugh Ford.

## Medvirkende
- Pauline Frederick som Zaza.
- Julian L'Estrange som Bernard Dufrene.
- Ruth Cummings.
- Maud Granger som Tante Rosa.
- Blanche Fisher som Louise.